# Feia
A Feia a csontos halak (Osteichthyes) főosztályának a sugarasúszójú halak (Actinopterygii) osztályába, ezen belül a sügéralakúak (Perciformes) rendjébe, a gébfélék (Gobiidae) családjába és a Gobiinae alcsaládjába tartozó nem.

## Rendszerezés
A nembe az alábbi 4 faj tartozik:
- Feia dabra Winterbottom, 2005
- Feia nota Gill & Mooi, 1999
- Feia nympha Smith, 1959 - típusfaj
- Feia ranta Winterbottom, 2003